# Leptataspis semipardalis
Leptataspis semipardalis är en insektsart som först beskrevs av Walker 1857.  Leptataspis semipardalis ingår i släktet Leptataspis och familjen spottstritar. Inga underarter finns listade i Catalogue of Life.